# Shanghainezen
Shanghainezen zijn de autochtone bevolking van de Chinese provinciestad Shanghai, oftewel de mensen die hun jiaxiang in Shanghai hebben. Ze hebben dezelfde taal en cultuur. Ze gebruiken meestal het Wu dialect Shanghaihua als moedertaal en de Shanghaise cultuur bestaat onder andere uit de Shanghaise keuken, Shanghaise opera, Shanghaise volksmuziek, etc.  Door emigratie wonen nu vele Shanghainezen in Hongkong, Taiwan, Sydney en de Verenigde Staten. Het nageslacht van deze geëmigreerde Shanghainezen wordt ook als Shanghainees gezien, dit gaat meestal over van vader op kinderen.
In 1949 vluchtten vele rijke Shanghaise families met hun kapitaal en bezittingen naar Hongkong. Ze waren bang dat de communisten al hun bezittingen zouden in nemen. Na 1949 migreerden veel linksgeoriënteerde Shanghainezen naar Hongkong. Deze latere groep vestigdeen zich vooral rond de Sunbeam Theatre in Hongkong. Van de niet-rijke Shanghainezen in Hongkong was een groot deel werkzaam in de kapsalons en de cheongsamkleermakerijen.
In de jaren tachtig van de 20e eeuw migreerden vele Shanghainezen naar Sydney. Vooral de voorsteden Ashfield en Burwood hebben grote Shanghaise gemeenschappen.
De huidige autochtone bevolking van Shanghai bedraagt ongeveer 18,6 miljoen. Het totale aantal van Shanghainezen wereldwijd wordt geschat op twintig miljoen.

## Bekende Shanghainezen
- Elizabeth Wang Ming-Chun
- Tracy Ip Chui-Chui
- Natalie Tong Sze-Wing
- Yao Ming
- Lu Xun
- Liu Xiang
- Xu Guangqi
- V.K. Wellington Koo
- James Tien Pei-chun
- Nina Wang